# Richard Brent
Richard Peirce Brent (Melbourne, 20 aprile 1946) è un matematico e informatico australiano, conosciuto per i suoi lavori sulla teoria dei numeri (in particolare sulla fattorizzazione), sui numeri pseudo-casuali e sulla teoria della complessità computazionale.
È professore emerito alla Università Nazionale Australiana.
Nel 1973, ha pubblicato un algoritmo per il calcolo di uno zero di una funzione noto come Metodo di Brent.
Nel 1975, indipendentemente da Eugene Salamin, ha concepito l'algoritmo di Brent-Salamin, usato nel calcolo ad alta precisione di {\displaystyle \pi }.
Nel 1979 ha verificato numericamente che i primi 75 milioni di zeri no banali della zeta di Riemann soddisfano la congettura di Riemann.
Nel 1980, insieme al Nobel Edwin McMillan, ha trovato un nuovo algoritmo per il calcolo ad elevata precisione della costante di Eulero-Mascheroni {\displaystyle \gamma } usando le funzioni di Bessel.
Nel 1980, insieme a John Pollard ha fattorizzato l'ottavo numero di Fermat usando una variante dell'algoritmo rho di Pollard.
Nel 2005 ha vinto la Medaglia Hannan.